# Compsocerus violaceus
Compsocerus violaceus é um inseto da ordem Coleoptera e da família Cerambycidae, subfamília Cerambycinae; um besouro cujo habitat são as florestas tropicais da região neotropical meridional, na Bolívia, Brasil, Paraguai, Argentina e Uruguai. A espécie, descrita em 1853 por Adam White com a denominação Orthostoma violaceum, na obra Catalogue of coleopterous insects in the collection of the British Museum (sua localidade de coleta em Rio Grande, Rio Grande do Sul), é o mais conhecido dentre os miméticos besouros-viola por ser uma coleóbroca considerada "praga agrícola", atacando árvores de diferentes espécies, incluindo acácias, eucaliptos, salgueiros, figueiras, árvores cítricas, pessegueiros e pereiras; o adulto apresentando tufos negros em suas longas antenas, com o corpo avermelhado e élitros em tons metálicos azulados ou esverdeados, geralmente sendo avistado entre os meses de novembro a janeiro em seu habitat, se alimentando de frutas, flores e seiva de troncos machucados.

## Descritor específico
O significado da palavra usada em seu descritor específico (violaceus), em latim, quer dizer "tingido de violeta", numa alusão ao reflexo de seus élitros em tons metalizados.